# 波列斯瓦夫一世
波列斯瓦夫一世（勇敢者、偉大者）（波蘭語：Bolesław  I Chrobry，约967年—1025年6月17日）是皮雅斯特王朝的第二位波兰公爵（992年—1000年）和第一位波兰国王（1000年至1025年在位），从1003年至1004年他还是波希米亚公爵。他是波蘭公爵梅什科一世之子，波希米亚公爵波列斯拉夫一世的外孙，被稱作「波列斯瓦夫大帝」。

## 生平

### 继位前
10世纪中波列斯瓦夫的父亲统一了奧得河与布格河之间的斯拉夫部落。992年梅什科一世死后波列斯瓦夫继位为波兰公爵。在此前波列斯瓦夫就已经成在他父亲的婚姻政策中起了一个重要角色。984年梅什科促成了波列斯瓦夫与迈森藩侯里克達格的女儿的婚姻。但是由于波希米亚公爵波列斯拉夫二世将迈森视为自己的势力范围，因此波列斯拉夫二世从巴伐利亞公爵亨利二世获得占据迈森城堡的允许，这样一来梅什科一世通过他儿子的婚姻在当地扩张势力的计划落空。因此波列斯瓦夫解除了他的婚姻，而与匈牙利阿尔帕德王朝国王的女儿结婚来由此包围波希米亚。但由于当时匈牙利对波希米亚没有采取军事行动的计划，他又于987年取消了这个婚姻，而与一名势力强大的塞尔维亚贵族的女儿结婚。这样一来神圣罗马帝国的东部边界进入波兰扩张的范围之内。
梅什科一世临死前似乎想取消波列斯瓦夫的继承权，让他与他的第二任夫人的儿子来继承。

### 与奥托三世的和睦关系
父亲死后，波列斯瓦夫立刻将他的继母及其未成年的孩子驱逐回她的老家萨克森公国。这个过程到底是怎么发生的不清楚。但是由于当时在斯拉夫王宫中君主的手下人的角色非常重要，因此想象中波列斯瓦夫在这些人里有比较多的支持者。
波列斯瓦夫一世继位不久后就开始扩张他的疆域，他联合神聖罗马帝国皇帝奥托三世向不信基督教的斯拉夫人宣战。此外他还将他的势力扩张到住在易北河流域的斯拉夫人中。小波兰正式归入王朝版图。他在994年征服波美拉尼亚。约在999年，波列斯瓦夫一世侵占了西里西亚、摩拉维亚和斯洛伐克。与此同时波希米亚在这个地区的势力逐渐变弱。波列斯瓦夫最重要的同盟者是迈森的伯爵和后来图林根的公爵。
同时波列斯瓦夫一世在教会里也很活跃。997年他将被害的传教士布拉格的阿达尔贝特（Adalbert of Prague）的遗体迁往格涅兹诺。由于许多人因此到格涅兹诺来朝圣，因此波列斯瓦夫一世积极推动他将格涅兹诺变成一个大主教驻地，来取代此前的传教主教驻地波茲南的计划。999年的一份文献中将阿达尔贝特的兄弟称为大主教，但是没有说其驻地在哪里。
1000年，奥托三世亲自到格涅兹诺朝圣并在那里签署了格涅兹特法令。关于这个法令的理解有争议。波兰历史学认为这是奥托将波列斯瓦夫提升为波兰国王。但是这个说法并没有毫无疑问地被证实，因为当时没有特别的报道，而波列斯瓦夫的加冕也是在1025年才正式（重复）进行的。但是无论如何可以肯定的是奥托三世提高了波兰君主的地位，至少他授予波列斯瓦夫国王的权力（比如设立主教，根据此前的一个教宗法令只有国王才有这个权力）。此外还可以肯定的是设立格涅兹特大主教教省。科沃布热格、克拉科夫和弗罗茨瓦夫的主教均受该大主教领导。而过去的传教主教波兹南则保持了其独立性。此外奥托三世获得了阿达尔贝特的一支臂膀，波列斯瓦夫的儿子梅什科与奥托的一个侄女订婚。

### 与亨利二世的战争
1002年，奥托三世死后迈森藩侯参加竞争王位，但是被对手谋杀。波列斯瓦夫在迈森派党人赞同的情况下决定将自己的疆域向卢萨蒂亚和迈森扩张。迈森希望此举能够帮助他们控制住在当地的不信基督教的人。
1002年7月，波列斯瓦夫在梅泽堡与新当选的東法蘭克国王亨利二世会晤来讨论迈森的未来的问题。但是波列斯瓦夫在梅泽堡遭到袭击，勉强逃生。这次袭击的背景今天不明，但是波列斯瓦夫与亨利二世交恶。数月后迈森藩侯的儿子和继承人与波列斯瓦夫的女儿结婚。此后，波列斯瓦夫试图联合波希米亚的公爵来塑造一个反亨利二世的联盟，但是这个计划没有成功。1003年3月，波列斯瓦夫接管波希米亚。这样波列斯瓦夫的反亨利联盟包括波希米亚、迈森、施韦因富特伯爵和波兰。他的妹夫丹麦国王斯文一世也参加了这个联盟。

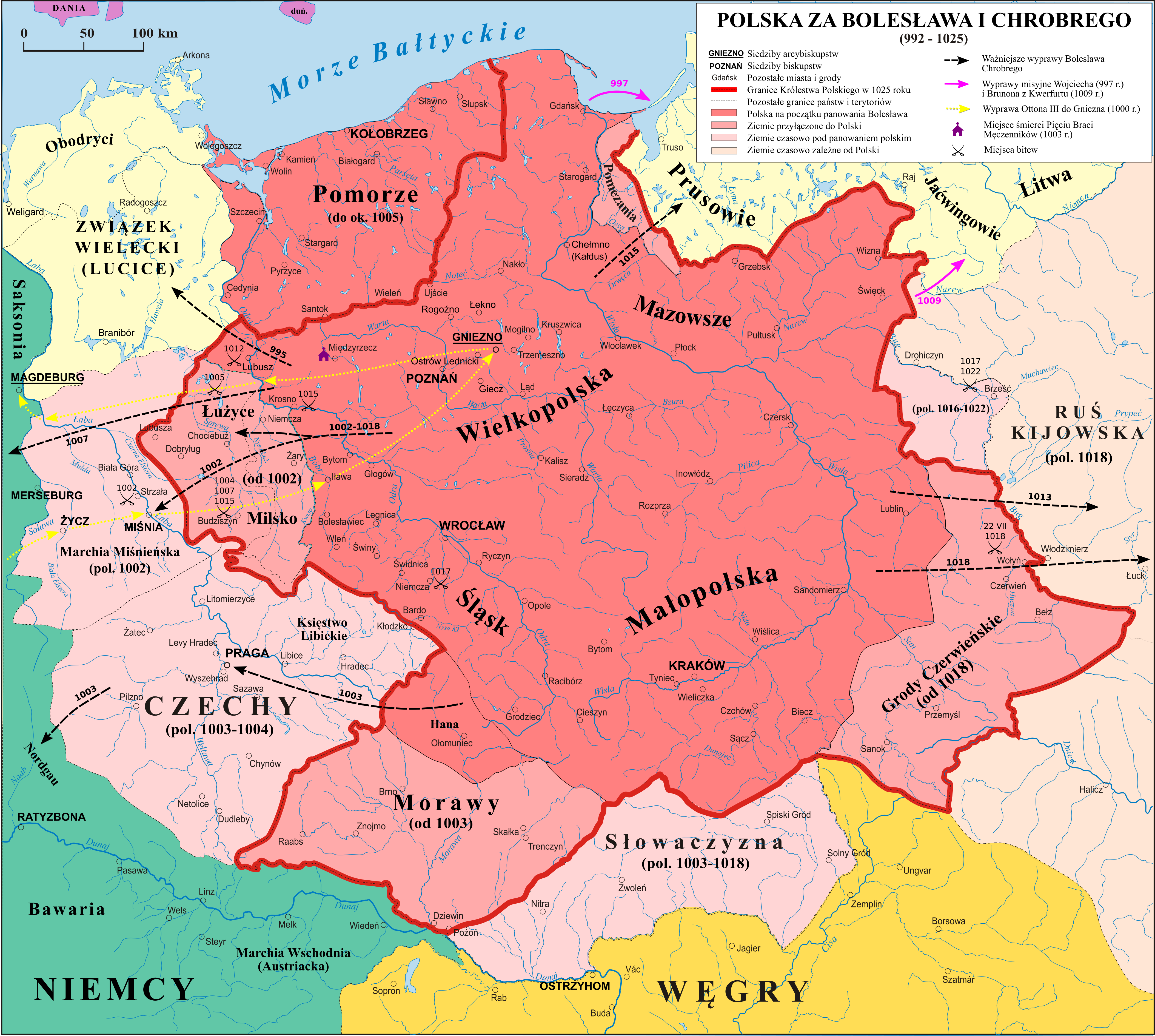
波列斯瓦夫一世统治末期，约1025年时的波兰

亨利二世试图说服波列斯瓦夫让他承认波希米亚是亨利封给他的，但是波列斯瓦夫拒绝。1003年复活节，亨利二世因此与斯拉夫地区的非基督徒联盟。此后不久双方开战。战场包括易北河流域和迈森周围地区。一开始波列斯瓦夫能够保住迈森。但是最重要的战场则是波希米亚，尤其是布拉格周边。波列斯瓦夫在当地的贵族和市民中没有多少支持者，因此当地贵族和市民均帮助亨利。此外波希米亚的合理继承人亚罗米尔也站在亨利的一边。1005年，亨利在波希米亚的支持下，开始入侵波兰。由于双方的力量差不多，因此他们在波兹南达成和议。但是当波列斯瓦夫又开始向迈森附近的非基督教徒开战时，亨利于1007年废除和约。波列斯瓦夫向马格德堡进军。他重占了劳西茨及其首府包岑。直到1010年，亨利才有时间再次向东进军，但是他的这次作战没有成果。1013年，双方在梅泽堡达成和约。亨利将劳西茨封给波列斯瓦夫，波列斯瓦夫的儿子和继承人梅什科二世与奥托三世的一个侄女订婚，此外双方达成互相提供军事援助的协议。
同年，亨利向波列斯瓦夫提供了军队来进攻基辅，但是这次进攻没有成功。由于这次失败，波列斯瓦夫无法也不愿向亨利提供军队来帮助他进军意大利。这导致了双方的关系再次恶化。1015年，双方又开始交战。虽然双方均损失相当大，但是最后这次交战不分胜负。此后双方的作战转移到基辅。波列斯瓦夫支持他的女婿斯维亚托波尔克，而亨利则支持雅罗斯拉夫。1017年夏，亨利又开始进攻波兰，但是实际上，这次进攻除围攻西里西亞的一座城堡外并没有发生很多战事。与此同时，雅罗斯拉夫从东部进攻波兰，与此同时波列斯瓦夫则入侵了易北河和穆尔德河之间的地区并俘虏了许多人。而他的儿子则劫掠了波希米亚。1018年，双方达成了《包岑和约》。这个和约的内容今天已经失落。据说亨利向波列斯瓦夫提供军队让他进攻基辅。这次战役终于成功，但是波列斯瓦夫不守信，没有让斯维亚托波尔克当基辅大公，而是自领基辅大公的头衔。由于他的军队在基辅大加劫掠，因此数月后基辅爆发暴动，波列斯瓦夫仓促出逃。

### 晚年
包岑和约达成后波列斯瓦夫达到了其权力的顶峰。在雅罗斯拉夫恢复其力量前波列斯瓦夫持基辅罗斯的头衔。继神聖罗马帝国皇帝康拉德二世后他是中欧和东欧最强大的统治者。亨利二世死后，1024年教宗派代表赴波兰，1025年他临死前不久（再次）被教宗代表加冕为波兰国王。波列斯瓦夫始终试图上升到国王的地位，但是在亨利死前他未能达到这个目的，因为亨利始终在教宗面前反对。

## 评价
波列斯瓦夫一世大力在波兰推广基督教，通过在波兰建立一个独立的、直接受教宗领导的大主教教省格涅兹诺，他使得波兰的教士从马格德堡大主教的统治下解放出来。但是一直到1130年马格德堡大主教还试图让波兰教士屈服于他的统治之下。因此奥托三世决定承认波兰主权的决定在德国的高层教士阶层中也受到强烈反对。通过他自己被加冕为国王他使得波兰完全脱离了羅馬帝國。但是他的儿子和继承人梅什科二世在位时波兰的势力就已经开始大大降低。这个新国家的财富和资源通过他向各个方向的同时大力扩张被耗尽。在国民中爆发了社会和宗教目的的动乱。波列斯瓦夫一世死后十年里就有许多波兰人又脱离基督教了。同时波兰必须与周边不愿见到波兰强大的势力作战：向西与罗马帝国，向东与基辅罗斯。
波列斯瓦夫一世扩张的目的在于将所有西部斯拉夫人统一在一个基督教王国中。这个目标与当时罗马帝国皇帝的东部政策正好抵触。尤其有争议的是易北河和奥德河之间的斯拉夫人以及波兰以南波希米亚到斯洛伐克的地区。尤其居住在易北河的斯拉夫人非常尊重波列斯瓦夫一世。索布人将波列斯瓦夫一世看作是自己的民族英雄。波列斯瓦夫一世统治末年波兰实际上就已经出现了衰落的现象。波美拉尼亞或者其部分地区分裂。因此他死后不久波兰就由于内部财政、军事和地域的过分扩张以及外部敌人的联盟而崩溃了。